# プライベイトスクール
『プライベイトスクール』（原題：Private School）は、1983年制作のアメリカ合衆国のロマンティック・コメディ映画。
全寮制の高校で共同生活を送る女子高生と近くの男子校の生徒との恋をお色気たっぷりに描いた青春ロマンティック・コメディ映画。

## あらすじ
ロサンゼルスにある全寮制の女子校チェリーヴェイル高校の生徒クリスは、性に興味津々でセックスに対する好奇心いっぱいの美少女。彼女は近くの男子校フリーマウント高校の生徒ジムと付き合っているが、クリスの同級生ジョーダンはそんな彼女に嫉妬しており、ジムを横取りしようと策略を練っていた。
ある週末、チェリーヴェイルとフリーマウントとのダンス・パーティーが開かれる。クリスのルームメイトのベッツィはフリーマウントの生徒バッバと意気投合、校長室に忍び込んでことに及ぶ。
クリスはホテルを予約、ジムといい感じになるが、その後、ある事件がきっかけで、クリス、ジョーダン、ベッツィは校長から外出禁止を言い渡されてしまう。それを知ったジム、バッバ、ロイの3人は女装して寮に忍び込む。ジムはクリスに会おうとするが、たまたま出くわしたジョーダンが彼を誘惑。バッバはシャワー室にもぐりこんで女の子たちの裸を覗き、ロイは女の子たちにモーションをかけるが失敗に終る。
やがて学校に親たちを招いて野外パーティが開かれる。ダッチボック校長は新校舎の建設が資金不足で中断しているので、ジョーダンの父に寄付を頼もうと考えていたが、運転手をジョーダンの父と間違えて接近してしまう。一方、8回目の結婚を考えているジョーダンの父は夫人候補を連れてきていたが、ひょんなことから性教育担当のコプレッタ先生と新たな出会いをする。
クリスとジムは再びホテルに泊まって関係を築き、初めて心から結ばれる。そして卒業式の日、ジョーダンの父は同じ日に8回目の結婚式を挙げるが、そのお相手は何とコプレッタ先生だった。卒業式の最後にベッツィの合図で卒業生は一勢にガウンをまくってパンツを下ろし、ダッチボック校長にお尻をつき出すのだった。

## キャスト
※括弧内は日本語吹替（テレビ版・初回放送1984年12月22日『ゴールデン洋画劇場』）。
- クリス：フィービー・ケイツ（堀江美都子）
- ジョーダン：ベッツィ・ラッセル（平野文）
- ジム：マシュー・モディーン（神谷明）
- バッバ：マイケル・ゾレック（英語版）（島田敏）
- ダッチボック校長：フラン・ライアン（英語版）（京田尚子）
- ベッツィ：キャスリーン・ウィルホイト（潘恵子）
- ロイ：ジョナサン・プリンス（英語版）（塩屋翼）
- リタ：カリ・リザー（英語版）（吉田恵美子）
- リタの父：リチャード・スタール（村松康雄）
- コーチ：ジュリー・ペイン（山田礼子）
- コプレッタ先生：シルビア・クリステル（沢田敏子）
- バーディー：フランセス・ベイ（片岡富枝）
- 運転手：レイ・ウォルストン（千葉耕市）
- ジョーダンの父：フランク・アレッター（石森達幸）
- バンビ：カレン・チェイス（さとうあい）
- ドラッグストアの店員：マーティン・マル（村松康雄）
- ホテルのフロント係：ゼール・ケスラー（キートン山田）